# Pierre Saint-Guillaume
La pierre Saint-Guillaume est un mégalithe à usage de polissoir situé à Montenay, en France.

## Localisation
Le mégalithe est situé à 50 m au sud du hameau de la Berthellière, à 3 km à l'est du bourg de Montenay, dans le département français de la Mayenne à 155 m d'altitude. L'accès se fait par un chemin d'axe nord-sud, le polissoir est positionné parallèlement et à l'est du chemin dans un espace aménagé avec panneau explicatif, son accès est fléché. Il ne semble pas qu'il ait été déplacé depuis le néolithique ou de façon mineure.

## Description
Ce bloc de grès armoricain provenant probablement d'un affleurement à 3 km de là en forêt de Mayenne, est un parallélépipède portant les marques caractéristiques d'un polissoir fixe du néolithique; mesurant dans ses dimensions maximum 224 cm sur 82 cm et 66 cm d'épaisseur, son poids actuel est estimé entre 2,5 tonnes et 3 tonnes, initialement avant les éclats détachés au deuxième millénaire, son poids devait avoisiner 3,15 tonnes. Peuvent être décrites onze cuvettes et sept rainures de polissage avec des surfaces polies et lustrées couvrant la totalité de la face supérieure correspondant aux techniques du néolithique,.

## Historique
Arraché aux affleurements granitiques de la forêt de Mayenne, après avoir été transporté quelques kilomètres, ce monument préhistorique remplit un rôle magico-religieux depuis le Moyen Âge, son nom vient de Guillaume Firmat saint ermite de Tours qui vécut dans le Bas-Maine et la Bretagne, la légende rapporte qu'il fut exécuté sur cette pierre où il aurait laissé l'empreinte de son corps.
Le premier à le décrire est Émile Moreau  en 1880, il signale quelques fouilles archéologiques infructueuses la même année. À la suite de sa publication la commission historique et archéologique de la Mayenne obtient son classement au titre des monuments historiques par la liste de 1889. Dans la monographie d'instituteur de Montenay écrite en 1899 pour l'exposition universelle L. Fléchard cite les pratiques magiques qui s'y rattachent et la présence de deux croix sur ce site à son époque.
En 2012 des fouilles archéologiques concernent la pierre mais aussi les parcelles voisines.

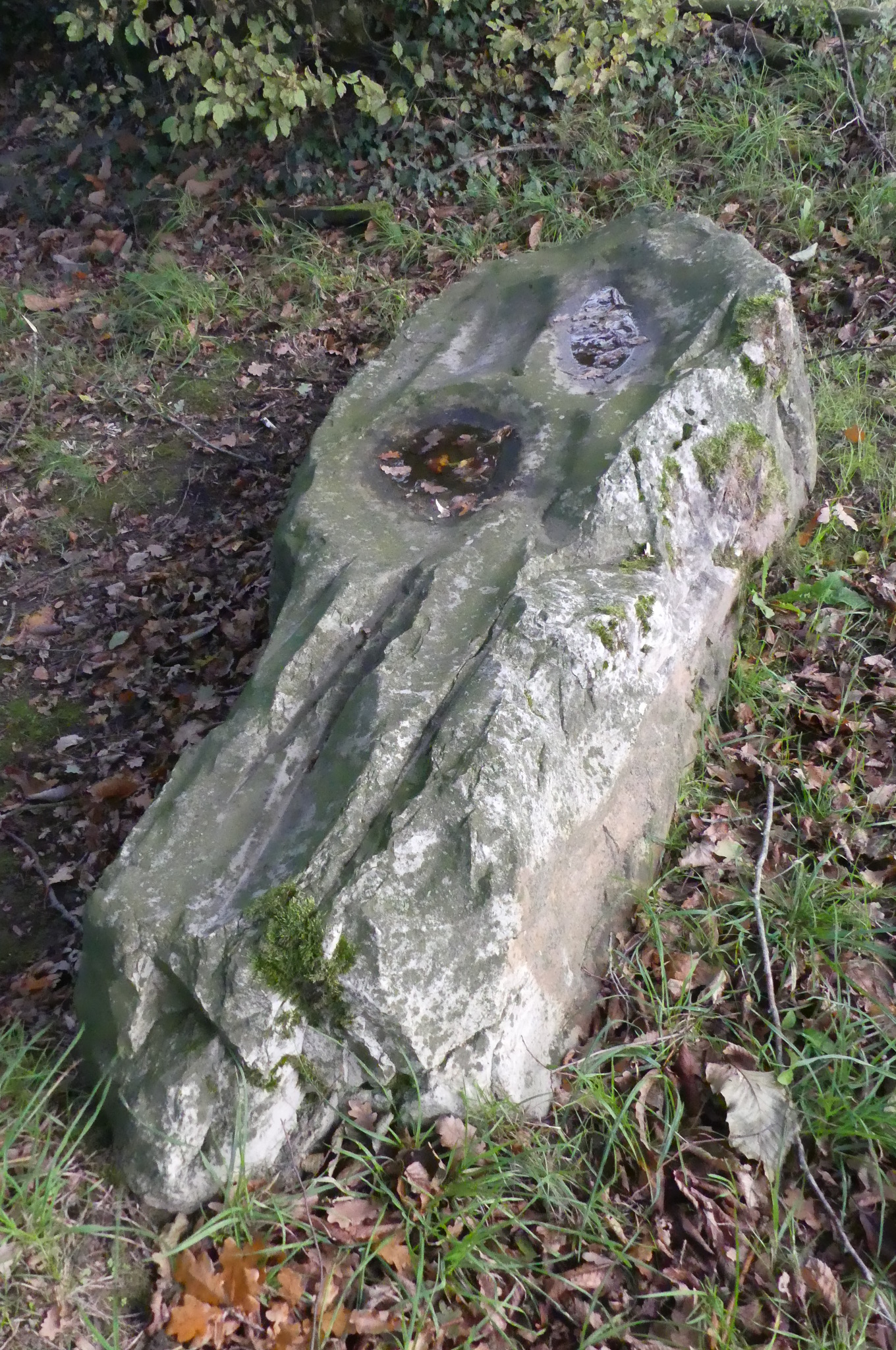
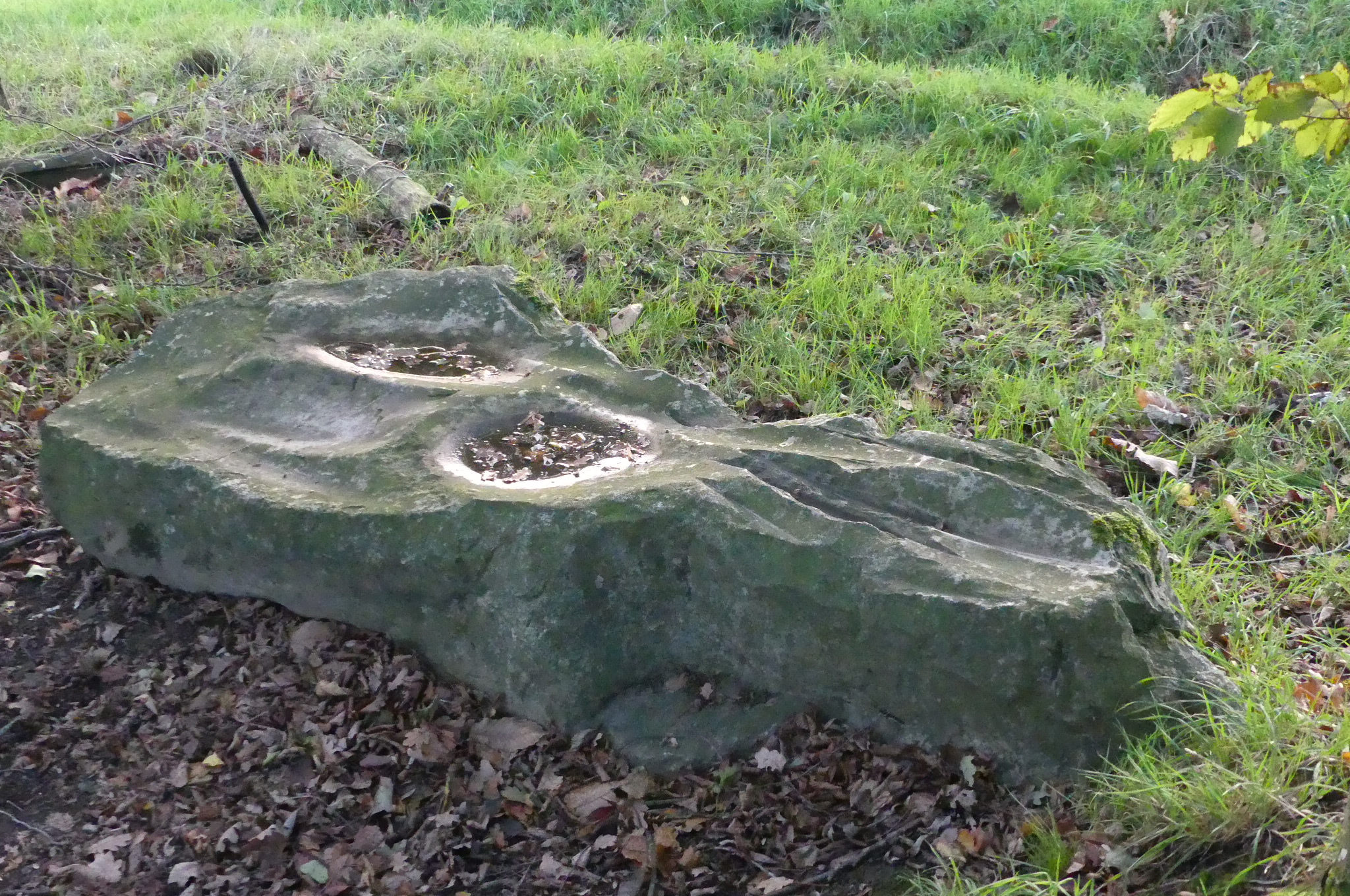

## Christianisation et légendes

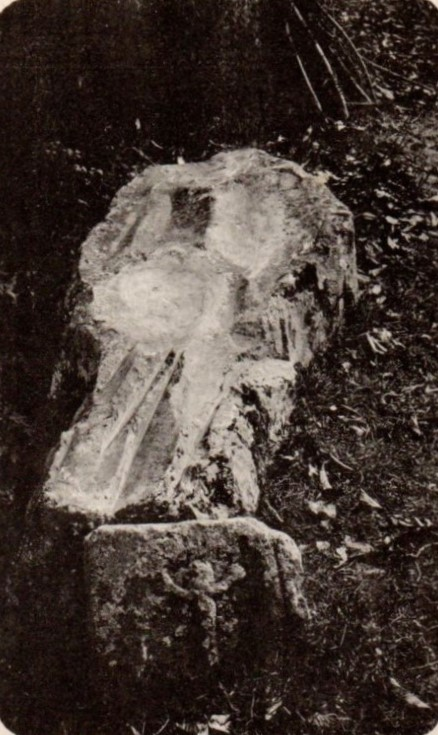
croisillon sculpté du calvaire médiéval aujourd'hui disparu.

Le nom de la pierre, rattaché par la tradition au martyre de saint Guillaume, confirme une tradition de dévotion sur ce site.
Les deux descriptions de la fin du XIXe siècle, signalent la présence d'une croix en bois et d'un croisillon sculpté vestige d'une croix médiévale. L'étude archéologique de 2012 confirme la trace du pied de cette croix au nord de la pierre.
Depuis le martyre du saint dont le corps aurait laissé son empreinte sur la pierre avec son sang resté marqué sous forme de taches rougeâtres, la tradition rapporte que la poussière de la pierre permet par friction de guérir de la fièvre; le rite consiste également à confectionner un balai de genêts pour nettoyer la pierre et d'enfouir une pièce au pied de la croix. L'étude archéologique récente rattache les départs de matière à ces pratiques magico-religieuses, ces éclats donnent à la pierre une forme évoquant un sarcophage.